# Sylvie Corbelin
Sylvie Corbelin, née à Bourg-en-Bresse (Ain) le 27 septembre 1958, est une créatrice française de joaillerie.

## Biographie

### Enfance
Sylvie Anne Catherine Corbelin est née à Bourg-en-Bresse, de Raoul André Charles Corbelin, militaire et de Georgette Pascaline Chiriconi, antiquaire.

### Les années de formation
À l'âge de 20 ans, Sylvie Corbelin abandonne ses études de droit au profit du métier d'antiquaire. À Paris, elle se spécialise dans l’achat et la vente de bijoux anciens de collection. Elle obtient son diplôme de gemmologie et ouvre une boutique dans le marché Paul-Bert au sein des puces de Saint-Ouen.
Elle privilégie les objets non conventionnels d'artistes joailliers du XXe siècle, définis par Caroline Pigozzi comme insolites et précieux, ainsi que des œuvres qui, dit elle, « font appel à l’imaginaire, des bijoux de créateurs ». Sa sélection, présentée au Pavillon des antiquaires, de 2002, est tournée vers le XXe siècle ponctuée de quelques pièces précieuses du XIXe siècle. Elle se fait alors connaitre pour sa « chine » toujours poético-chic et ses pièces d’artistes signées. Son gout est influencé par les civilisations hindoues, perses et leurs symboles.

### D’antiquaire à créatrice
En 2000, Sylvie Corbelin commence à créer ses premiers bijoux à partir d’éléments anciens. Elle rachète le stock de pierres précieuses de lapidaires parisiens, fournisseurs de la Place Vendôme et utilise ces éléments pour les monter selon son goût. Ainsi, des turquoises utilisées pour des girandoles provenaient d’un stock de Fred Joaillier destinées à une parure pour le shah d'Iran dans les années 1960.
En 2005, à la biennale de Monaco, le galeriste Pierre Staudenmeyer (Galerie Neotu) découvre Sylvie Corbelin et son travail et devient son mentor.

### Sa philosophie
Pour NellyRodi, l'irrégularité et la brutalité de son dessin font de ses création des pièces uniques. Sylvie Corbelin fait partie des icônes « mode beauté » et des Aristocrates qui « adoptent une attitude pleine de panache face à une réalité dure et contraignante : ils préfèrent la générosité et l’accumulation au minimalisme ».
Pour Hervé Borne, « Sylvie propose du baroque, une ode à la rêverie, à travers des pièces souvent surdimensionnées, figuratives, brutes. Dans ses créations, elle détrône les sertis traditionnels au profit d’une monture volumineuse. Elle utilise la rondeur des cabochons pour travailler la douceur et la lumière. Les volumes sont sculptés. Elle travaille les contrastes comme ceux de l’argent patiné et de l’or qui suggèrent une lutte entre fer et or ».

### Les thèmes et bijoux de prédilection
Selon Laure Verchère, les bijoux de Sylvie Corbelin apportent « du rêve, de l’étrange, de l’étonnement, de l’amusement…en un mot, du curieux ». Pour Amandine Grosjean, « Pétillant, ludique, joyeux, l’univers des parures de Sylvie Corbelin est une ode à la légèreté ».
Sylvie Corbelin s'inspire de la nature. Ainsi elle crée des collections figurant : oiseaux, insectes ou encore poissons. Des roses de jardin inspirent des bagues qui couvrent plusieurs doigts. « On imagine des herbiers entre deux pages de Stendhal... ».
Le serpent « dont la forme évoque ce lien, nécessaire et mystérieux à l’autre » devient sa signature. Elle lui dédie une collection baptisée « Initiée ».
Elle s’inspire de Alexander Calder et de ses mobiles afin de travailler le mouvement et la légèreté de ses boucles d'oreilles.
Le processus de création de ses bagues — souvent volumineuses et excentriques — lui permet de sculpter la matière et de construire des volumes comme dans la bague Ramdam — « au charme volcanique, et une explosion brute et précieuse de tourmalines noires, pierres de lune, spinelles noires, diamants champagne et diamants noirs ».